# Stella Liebeck
Stella Liebeck (* 14. Dezember 1912; † 4. August 2004) war eine US-Amerikanerin aus New Mexico, die durch einen Gerichtsprozess gegen die Fastfoodkette McDonald’s berühmt wurde, bei dem ihr 160.000 US-Dollar Schmerzensgeld und 480.000 US-Dollar Strafschadensersatz zugesprochen wurden, nachdem sie am 27. Februar 1992 durch verschütteten Kaffee Verbrühungen dritten Grades erlitten hatte. Ihre Anwälte konnten in dem Prozess beweisen, dass McDonald’s den Kaffee wissentlich auf unüblich hohen Temperaturen hielt, obwohl es bereits vorher bei anderen Gästen zu Verbrennungen durch heißen Kaffee gekommen war.

## Liebeck vs. McDonald’s

### Der Vorfall
Liebeck befand sich als Beifahrerin im geparkten PKW ihres Enkels, als sie den gesamten Kaffee beim Entfernen des Plastikdeckels vom Schaumpolystyrol-Becher verschüttete. Da sie den Becher zwischen den Knien hielt, floss der Kaffee über ihre Beine und kam – da er von der Jogginghose aufgesaugt wurde – längere Zeit mit der Haut in Berührung.
Liebeck erlitt dadurch Verbrühungen dritten Grades auf zwischen 6 % und 16 % ihrer Körperoberfläche und verbrachte acht Tage im Krankenhaus, wo auch eine Hauttransplantation durchgeführt wurde.
Die geforderten 20.000 US-Dollar als Ersatz der Behandlungskosten und sonstiger Schäden wurden von McDonald’s jedoch verweigert, angeboten wurden 800 Dollar. Liebeck versuchte zweimal eine außergerichtliche Einigung mit dem Konzern, bevor es zur Klage kam.

### Der Prozess
McDonald’s verkaufte den Kaffee mit einer Temperatur von 85 °C, damit offenbar erheblich heißer als andere Fast-Food-Ketten. Es stellte sich heraus, dass zwischen 1982 und 1992 über 700 Ansprüche im Zusammenhang mit Verbrennungen wegen zu heißen Kaffees erhoben worden waren; auch war McDonald’s von einer Spezialklinik für Verbrennungen aufgefordert worden, die Temperatur seines Kaffees zu senken. Allerdings ist dabei zu berücksichtigen, dass, wie ein Rechtsanwalt von McDonald’s für den Prozess ermittelt hat, damit eine Verletzung auf 24 Millionen verkaufte Becher Kaffee kam. Zeugen sagten aus, dass McDonald’s trotz der Vorfälle nicht die Absicht hatte, die Temperatur des Kaffees zu senken. Der New Mexico District Court sprach Stella Liebeck in erster Instanz 200.000 US-Dollar Schadensersatz (aufgrund zwanzigprozentigen Mitverschuldens auf 160.000 US-Dollar herabgesetzt) sowie 2,7 Millionen US-Dollar Strafschadenersatz (Punitive damages) zu. Die Höhe des Schadensersatzes legte die Jury dabei zunächst auf die Einnahmen fest, die McDonalds allein mit dem Verkauf von Kaffee an zwei Tagen hatte. Diese Information wurde zunächst in der Presse nicht bekannt. In zweiter Instanz wurde der Strafschadenersatz vom New Mexico Court of Appeals auf 480.000 US-Dollar reduziert. Im Anschluss daran einigten sich beide Parteien auf einen Vergleich, über dessen Höhe nichts bekannt ist.

## Rezeption
Der Prozess wurde in der Öffentlichkeit oft so stark verkürzt dargestellt, dass durch die Kombination von „verschüttetem Kaffee“ und der erstinstanzlichen Schadensersatzsumme von zusammengerechnet fast drei Millionen US-Dollar (die durch die Folgeinstanz jedoch drastisch reduziert worden war) der falsche Eindruck von gieriger Geldschneiderei sowie lächerlicher Unverhältnismäßigkeit der US-amerikanischen Rechtsprechung entstand. In Deutschland sind fehlerhafte Darstellungen durch mehrere überregionale Zeitungen verbreitet worden und haben so ein Zerrbild des Falles gezeichnet, das hiesige Vorstellungen von der amerikanischen Justiz nachhaltig geprägt hat. In den USA veröffentlichte der Humorist und Autor Randy Cassingham eine Auswahl spektakulärer Schadensersatzfälle in dem Buch „The True Stella Awards“ (Englisch für: Die wahren Stella-Preise). Hinzu kommt, dass bei Zivilprozessen in den USA grundsätzlich keine Kostenerstattung vom Verlierer an den Gewinner des Prozesses stattfindet, so dass insbesondere bei Prozessen durch mehrere Instanzen der Sieger oft astronomische Verfahrenskosten selbst tragen muss. Da Anwaltshonorare in den USA zudem nicht nach Streitwert, sondern nach Zeitaufwand abgerechnet werden, reduziert sich der tatsächlich erzielte Schadensersatz dadurch oft dramatisch. 
Der Fall wird im 2011 erschienenen Dokumentarfilm Hot Coffee behandelt, welcher frivolous claims (ungerechtfertigte Schadensersatzforderungen) zum Thema hat.